# Immunity
Immunity es el álbum debut de la cantante estadounidense Clairo, lanzado el 2 de agosto de 2019 bajo el sello discográfico Fader Label. El álbum fue producido por Rostam Batmanglij, exmiembro de Vampire Weekend y Clairo. Las canciones tratan sobre el drama en la adolescencia y el amor bisexual.